# Белая Тиса
Бе́лая Ти́са (укр. Біла Тиса) — река в Украинских Карпатах, в Раховском районе Закарпатской области. В месте слияния Белой и Чёрной Тисы, в 4 км выше центральной части города Рахова, берёт начало река Тиса (бассейн Дуная).

## Описание
Длина — 26 км, площадь бассейна — 489 км². Уклон реки — 10 м/км. Долина V-образная, ширина русла — 15—20 м. Есть пороги и быстрины. Питание смешанное с преобладанием дождевого. На отдельных участках русло закреплено. Бывают паводки, иногда очень разрушительные. Используется для рыборазведения и водоснабжения.

## Расположение
Белая Тиса образуется слиянием двух рек — Стоговец и Бальзатул, на юго-западных склонах массива Черногора. Река течёт преимущественно на запад, отделяя собой массив Черногоры (на севере) от Раховских гор (на юге). Впадает в Тису у северо-восточной части города Рахова.
Притоки: Говерла, Богдан, Павлик, Берендай (правые), Лешул, Бребоя Поток, Щаул, Квасный, Волчий, Выдричка (левые).

## Населённые пункты
Белая Тиса протекает через следующие сёла: Говерла, Луги, Бребоя, Богдан, Выдричка, Ростоки.